# Tanytarsus gracilentus
Tanytarsus gracilentus är en tvåvingeart som beskrevs av Holmgren 1883. Tanytarsus gracilentus ingår i släktet Tanytarsus och familjen fjädermyggor. Inga underarter finns listade i Catalogue of Life.